# Hemiancistrus macrops
Hemiancistrus macrops is een straalvinnige vissensoort uit de familie van de harnasmeervallen (Loricariidae). De wetenschappelijke naam van de soort werd in 1874 gepubliceerd door Christian Frederik Lütken.